# Unione Sportiva Bari 1939-1940
Questa voce raccoglie le informazioni riguardanti l'Unione Sportiva Bari nelle competizioni ufficiali della stagione 1939-1940.

## Divise
| Prima divisa |

## Organigramma societario
Area direttiva
- Presidente: Dott. Giambattista Patarino (commissario straordinario)

Area tecnica
- Allenatore: András Kuttik, poi dalla 11ª Raffaele Costantino, infine dalla 22ª Luigi Ferrero

## Rosa
| N. |                      | Ruolo | Calciatore          |
| -- | -------------------- | ----- | ------------------- |
|    | Italia (bandiera)    | P     | Bruno Monti         |
|    | Italia (bandiera)    | P     | Alfonso Ricciardi   |
|    | Italia (bandiera)    | D     | Ambrogio Alfonso    |
|    | Italia (bandiera)    | D     | Walter De Boni      |
|    | Italia (bandiera)    | D     | Fabio Del Bianco    |
|    | Italia (bandiera)    | D     | Ermenegildo Volpi   |
|    | Italia (bandiera)    | C     | Alessandro Carlini  |
|    | Italia (bandiera)    | C     | Primo Andrighetto   |
|    | Italia (bandiera)    | C     | Felice Arienti (II) |
|    | Argentina (bandiera) | C     | Silvio Bonino       |
|    | Italia (bandiera)    | C     | Renato Cappellini   |
|    | Italia (bandiera)    | C     | Luigi Cattaneo      |

| N. |                    | Ruolo | Calciatore          |
| -- | ------------------ | ----- | ------------------- |
|    | Italia (bandiera)  | C     | Ottorino Dugini     |
|    | Italia (bandiera)  | C     | Onofrio Fusco       |
|    | Italia (bandiera)  | C     | Raffaele Mancini    |
|    | Italia (bandiera)  | A     | Lino Begnini        |
|    | Italia (bandiera)  | A     | Alessandro Duè      |
|    | Italia (bandiera)  | A     | Camillo Fabbri (II) |
|    | Albania (bandiera) | A     | Riza Lushta         |
|    | Italia (bandiera)  | A     | Tommaso Maestrelli  |
|    | Italia (bandiera)  | A     | Gilberto Mannelli   |
|    | Italia (bandiera)  | C     | Vincenzo Orlando    |

## Risultati

### Serie A

#### Girone di andata
| Arbitro: | Rosso (Torino) |

|                |           |  |
| Cappellini 75’ | Marcatori |  |

| Arbitro: | Pizziolo (Firenze) |

|                            |           |  |
| Gabardo 41’ Conti 83’, 88’ | Marcatori |  |

| Arbitro: | Dellarole (Vercelli) |

|                       |           |                   |
| Del Bianco 62’ (rig.) | Marcatori | 7’ (aut.) Mancini |

| Arbitro: | Forni (Treviso) |

|                                                     |           |  |
| Fusco 25’ (aut.) Loik II 52’ Boffi 56’ Pasinati 84’ | Marcatori |  |

| Arbitro: | Scorzoni (Bologna) |

|                             |           |  |
| Dugini 30’ Begnini 32’, 47’ | Marcatori |  |

| Arbitro: | Ciamberlini (Genova) |

|  |           |               |
|  | Marcatori | 11’ Fabbri II |

| Bari 29 ottobre 1939 | Bari             | 0 – 0 | Roma | Stadio della Vittoria\| Arbitro: \| Soliani (Genova) \| |
| Arbitro:             | Soliani (Genova) |       |      |                                                         |

| Arbitro: | Pirovano (Monza) |

|           |           |  |
| Torri 74’ | Marcatori |  |

| Arbitro: | Mazza (Torre del Greco) |

|                     |           |                          |
| Cappellini 22’, 74’ | Marcatori | 9’ Rancilio 73’ Colaussi |

| Arbitro: | Barlassina (Novara) |

|                                  |           |               |
| Biavati 9’ Sansone 65’ Porta 81’ | Marcatori | 30’ Fabbri II |

| Arbitro: | Forni (Treviso) |

|             |           |  |
| Begnini 86’ | Marcatori |  |

| Arbitro: | Fois (Roma) |

|                                        |           |                           |
| Gabetto 28’, 49’, 53’, 66’, 84’ Bo 85’ | Marcatori | 55’ Dugini 82’ Cappellini |

| Arbitro: | Tonnetti (Roma) |

|                        |           |                        |
| Mancini 36’ Dugini 86’ | Marcatori | 4’ Capri 47’ Michelini |

| Arbitro: | Dellarole (Vercelli) |

|                      |           |  |
| Begnini 9’, 52’, 63’ | Marcatori |  |

| Arbitro: | Ciamberlini (Genova) |

|           |           |                        |
| Frigo 84’ | Marcatori | 38’ (aut.) Simontacchi |

#### Girone di ritorno
| Arbitro: | Galeati (Bologna) |

|               |           |            |
| Rosellini 36’ | Marcatori | 40’ Dugini |

| Arbitro: | Bonivento (Venezia) |

|  |           |           |
|  | Marcatori | 52’ Conti |

| Arbitro: | Biancone (Roma) |

|                |           |  |
| Lazzaretti 48’ | Marcatori |  |

| Arbitro: | Mattea (Torino) |

|                       |           |  |
| Dugini 2’ Begnini 67’ | Marcatori |  |

| Milano 18 febbraio 1940 | Ambrosiana-Inter  | 0 – 0 | Bari | Arena Civica\| Arbitro: \| Bertolio (Torino) \| |
| Arbitro:                | Bertolio (Torino) |       |      |                                                 |

| Arbitro: | Galeati (Bologna) |

|            |           |                                                     |
| Dugini 30’ | Marcatori | 11’, 69’ Busani 43’ Vettraino 55’ Barrera 81’ Piola |

| Arbitro: | Scotto (Savona) |

|                                                 |           |                           |
| Pantó 13’ Providente 22’ Alghisi 64’ Coscia 90’ | Marcatori | 13’ Lushta 75’ Arienti II |

| Arbitro: | Saracini (Ancona) |

|            |           |  |
| Dugini 11’ | Marcatori |  |

| Arbitro: | Moretti (Genova) |

|              |           |  |
| Rancilio 79’ | Marcatori |  |

| Arbitro: | Mazza (Torre del Greco) |

|            |           |               |
| Dugini 28’ | Marcatori | 21’ Reguzzoni |

| Arbitro: | Bertolio (Torino) |

|                              |           |  |
| Zironi I 25’, 72’ Uneddu 40’ | Marcatori |  |

| Arbitro: | Soliani (Genova) |

|                            |           |             |
| Lushta 45’ Rava 70’ (aut.) | Marcatori | 77’ Gabetto |

| Arbitro: | Fois (Roma) |

|                          |           |                           |
| Borsetti 56’ Ganelli 86’ | Marcatori | 20’ Begnini 80’ Fabbri II |

| Arbitro: | Pizziolo (Firenze) |

|                             |           |            |
| De Filippis 54’ Mazzola 67’ | Marcatori | 39’ Lushta |

| Arbitro: | Biancone (Roma) |

|                            |           |              |
| Maestrelli 10’ Begnini 53’ | Marcatori | 16’ Menti II |

### Coppa Italia

#### Sedicesimi di finale
| Arbitro: | Biancone (Roma) |

|                 |           |  |
| Dugini 52’, 70’ | Marcatori |  |

#### Ottavi di finale
| Arbitro: | Cardinali (Milano) |

|  |           |                                 |
|  | Marcatori | 25’ (aut.) Erbinovi 90’ Carlini |

#### Quarti di finale
| Arbitro: | Biancone (Roma) |

|                                |           |  |
| Begnini 9’, 70’ Arienti II 72’ | Marcatori |  |

#### Semifinale
| Arbitro: | Scorzoni (Bologna) |

|                        |           |  |
| Neri 49’ Garibaldi 76’ | Marcatori |  |

## Statistiche

### Statistiche di squadra
| Competizione | Punti | In casa | In casa | In casa | In casa | In casa | In casa | In trasferta | In trasferta | In trasferta | In trasferta | In trasferta | In trasferta | Totale | Totale | Totale | Totale | Totale | Totale | DR  |
| Competizione | Punti | G       | V       | N       | P       | Gf      | Gs      | G            | V            | N            | P            | Gf           | Gs           | G      | V      | N      | P      | Gf     | Gs     | DR  |
| ------------ | ----- | ------- | ------- | ------- | ------- | ------- | ------- | ------------ | ------------ | ------------ | ------------ | ------------ | ------------ | ------ | ------ | ------ | ------ | ------ | ------ | --- |
| Serie A      | 27    | 15      | 8       | 5       | 2       | 22      | 14      | 15           | 1            | 4            | 10           | 11           | 32           | 30     | 9      | 9      | 12     | 33     | 45     | -12 |
| Coppa Italia |       | 2       | 2       | 0       | 0       | 5       | 0       | 2            | 1            | 0            | 1            | 2            | 2            | 4      | 3      | 0      | 1      | 7      | 2      | +5  |
| Totale       | -     | 17      | 17      | 5       | 2       | 27      | 14      | 17           | 2            | 4            | 11           | 13           | 34           | 34     | 12     | 9      | 13     | 40     | 47     | -7  |

### Statistiche dei giocatori
| Giocatore       | Serie A  | Serie A | Coppa Italia | Coppa Italia | Totale   | Totale |
| Giocatore       | Presenze | Reti    | Presenze     | Reti         | Presenze | Reti   |
| --------------- | -------- | ------- | ------------ | ------------ | -------- | ------ |
| A. Alfonso      | 24       | 0       | 2            | 0            | 26       | 0      |
| P. Andrighetto  | 30       | 0       | 4            | 0            | 34       | 0      |
| F. Arienti (II) | 26       | 1       | 3            | 1            | 29       | 2      |
| L. Begnini      | 28       | 9       | 2            | 2            | 30       | 11     |
| S. Bonino       | 10       | 0       | 3            | 0            | 13       | 0      |
| R. Cappellini   | 27       | 4       | 4            | 0            | 31       | 4      |
| A. Carlini      | 3        | 0       | 2            | 1            | 5        | 1      |
| L. Cattaneo     | -        | -       | 1            | 0            | 1        | 0      |
| W. De Boni      | 1        | 0       | 1            | 0            | 2        | 0      |
| F. Del Bianco   | 26       | 1       | 2            | 0            | 28       | 1      |
| A. Duè          | 10       | 0       | 2            | 0            | 12       | 0      |
| O. Dugini       | 24       | 8       | 2            | 2            | 26       | 10     |
| C. Fabbri (II)  | 17       | 3       | 2            | 0            | 19       | 3      |
| O. Fusco        | 19       | 0       | 1            | 0            | 20       | 0      |
| R. Lushta       | 16       | 3       | 3            | 0            | 19       | 3      |
| T. Maestrelli   | 5        | 1       | 2            | 0            | 7        | 1      |
| R. Mancini      | 27       | 1       | 3            | 1            | 30       | 2      |
| G. Mannelli     | 1        | 0       | -            | -            | 1        | 0      |
| B. Monti        | 1        | -2      | 1            | 0            | 2        | -2     |
| V. Orlando      | 1        | 0       | 1            | 0            | 2        | 0      |
| A. Ricciardi    | 29       | -43     | 3            | -2           | 32       | -45    |
| E. Volpi        | 5        | 0       | -            | -            | 5        | 0      |